# 술오이풀
술오이풀(학명: Sanguisorba minor 상귀소르바 미노르[*])은 장미과의 여러해살이풀이다.

## 이름
오이풀과 비슷하지만, 수꽃술이 술 모양의 다발로 늘어져서 "술오이풀"이라 불린다.

## 분포
아시아, 아프리카, 유럽에 분포한다. 시베리아, 서남아시아(레바논, 시리아, 아프가니스탄, 요르단, 이라크, 이란, 이스라엘, 키프로스, 터키), 캅카스(다게스탄, 아르메니아, 아제르바이잔, 조지아), 북아프리카(리비아, 모로코, 알제리, 이집트, 튀니지), 마카로네시아(카나리아 제도), 남유럽(스페인, 이탈리아, 포르투갈, 프랑스), 남동유럽(그리스, 루마니아, 마케도니아, 몬테네그로, 보스니아 헤르체고비나, 불가리아, 세르비아, 알바니아, 크로아티아), 동유럽(러시아, 리투아니아, 우크라이나), 중앙유럽(독일, 스위스, 슬로바키아, 슬로베니아, 오스트리아, 체코, 폴란드, 헝가리), 서유럽(네덜란드, 벨기에, 아일랜드, 영국), 북유럽(덴마크)이 원산지이다.

## 특징
키는 30~70cm이며, 털이 없고 가는 줄기가 곧게 자라며 가지를 친다. 7-19개의 작은 잎(소엽)으로 이루어진 깃꼴 겹잎(우상복엽)이 나는데, 작은 잎은 달걀모양(난형) 또는 넓은 달걀 모양(광란형)으로, 가장자리에 거친 톱니가 있다.
5월에 피는 꽃은 가지 끝에 머리모양 꽃차례(두상화서)로 달리는데, 꽃차례의 아래쪽에 수꽃, 중간에 양성꽃, 윗쪽에 암꽃이 달린다. 수꽃과 양성꽃의 수술은 12개 이상의 긴 수술대가 꽃잎 밖으로 길게 늘어진 모양이다. 암꽃은 수술이 없고, 암술대 2개에 술 모양 암술머리가 있다.